# Tobias Scheffel
Tobias Scheffel (* 13. Juni 1964 in Frankfurt am Main) ist ein deutscher Übersetzer französischer Literatur.

## Leben
Scheffel studierte Romanistik, Geschichte und Geografie an den Universitäten von Tübingen, Tours (Frankreich) und Freiburg. Er hat seit 1992 zahlreiche Werke unter anderem von Robert Bober, Fred Vargas, Gustave Flaubert, Jacques Le Goff, Viviane Forrester, Catherine Clément, Marie-Aude Murail, Pierre Lemaitre, Jacques Roubaud, Georges Perec und Kitty Crowther aus dem Französischen übersetzt. Scheffel ist Mitglied im Verband deutschsprachiger Übersetzer literarischer und wissenschaftlicher Werke (VdÜ).
2005 erhielt er den erstmals verliehenen Eugen-Helmlé-Übersetzerpreis für seine Übersetzungen der Romane von Robert Bober und Fred Vargas. Für das von ihm übersetzte Buch Simpel von Marie-Aude Murail wurde er 2008 mit dem Deutschen Jugendliteraturpreis ausgezeichnet. 2011 erhielt er den Sonderpreis des Deutschen Jugendliteraturpreises, mit dem sein Gesamtwerk als Übersetzer gewürdigt wurde.

## Weitere Übersetzungen (Auswahl)
- Chen Jianghong: An Großvaters Hand, Moritz Verlag, 2009, ISBN 978-3-89565-210-3.
- Marie-Aude Murail:  So oder so ist das Leben. Fischer Schatzinsel, Frankfurt am Main 2011, ISBN 978-3-596-85359-5.
- Marie-Aude Murail: Tristan gründet eine Bande, mit Bildern von Susanne Göhlich. Fischer KJB, Frankfurt am Main 2013, ISBN 978-3-596-85487-5.
- Marie-Aude Murail: 3000 Arten Ich liebe dich zu sagen Fischer KJB, Frankfurt am Main 2015, ISBN 978-3-596-85653-4.
- Marie-Aude Murail: Simpel. Fischer Taschenbuch Verlag, Frankfurt am Main 2007, ISBN 978-3-596-18596-2.
- Marie-Aude Murail: Über kurz oder lang, Fischer Schatzinsel, Frankfurt am Main 2010, ISBN 978-3-596-85390-8.
- Timothée de Fombelle: Vango. Band 1. Gerstenberg, Hildesheim 2011, ISBN 978-3-8369-5365-8; Band 2, Hildesheim 2012,  ISBN 978-3-8369-5476-1.
- Frédéric Beigbeder: Oona & Salinger. Piper, München 2015.
- Claude K. Dubois: Akim rennt. Moritz Verlag, Frankfurt am Main 2013, ISBN 978-3-8956-5268-4.